# Franz Xaver Schnyder von Wartensee
Franz Xaver Peter Joseph Schnyder von Wartensee, född 18 april 1786 i Luzern, död 27 augusti 1868 i Frankfurt am Main, var en schweizisk tonsättare och skriftställare.
Schnyder von Wartensee var en på sin tid ansedd musikpedagog och kontrapunktist. Han komponerade feerioperan Fortunat (uppförd 1831), oratoriet Zeit und Ewigkeit, kantater och andra körverk, schweizervisor för manskör och symfonier samt skrev artiklar i musiktidningar. En samling dikter av honom utgavs 1869. Han arbetade under några år som musiklärare hos Johann Heinrich Pestalozzi.